# تری‌یدوتیرونین
تری‌یدوتیرونین (به انگلیسی: Triiodothyronine)  یا T۳ با فرمول شیمیایی C۱۵H۱۲I۳NO۴ یک هورمون تیروئیدی با جرم مولی ۶۵۰٫۹۷۷۶ g/mol می‌باشد. از هورمون‌های تیروئیدی T۴ به مقادیر بالا ترشح می‌گردد اما T۳ بیشترین فعالیت را داراست.
این هورمون تقریباً بر هر فرآیند فیزیولوژیکی بدن از جمله رشد و تکامل، متابولیسم، دمای بدن و ضربان قلب تأثیر می‌گذارد.
تولید T۳ و پروهورمون آن تیروکسین (T۴) توسط هورمون محرک تیروئید (TSH) که از غده هیپوفیز قدامی آزاد می شود، فعال می‌شود. این مسیر بخشی از یک فرآیند بازخورد منفی است: افزایش غلظت T۳ و T۴ در پلاسمای خون باعث مهار تولید TSH در غده هیپوفیز قدامی می پ‌شود. با کاهش غلظت این هورمون‌ها، غده هیپوفیز قدامی تولید TSH را افزایش می‌دهد و با این فرآیندها، یک سیستم کنترل بازخورد سطح هورمون‌های تیروئید را در جریان خون تثبیت می‌کند.

## نحوه سنتز T۳،T۴
در ابتدا اتصال ید به تیروگلوبین را به واسطه آنزیم تیروئید پروکسیداز  را داریم که خود سبب تشکیل مونویدوتیروزین یا MIT می‌گردد سپس با اتصال یک واحد ید دیگر ، سنتز دی یدوتیروزین راداریم یا DIT ،و در نهایت با اتصال DIT دیگر به واسطه آنزیم تیروئید پراکسیداز ، تشکیل T۴ را خواهیم داشت. به منظور تشکیل T۳ نیز یک MIT به یک DIT متصل شده و T۳ سنتز می‌شود.